# Umbelliferon
Umbelliferon (auch: Hydrangin) ist ein Hydroxy-Derivat des Cumarins und ein Naturstoff.

## Vorkommen

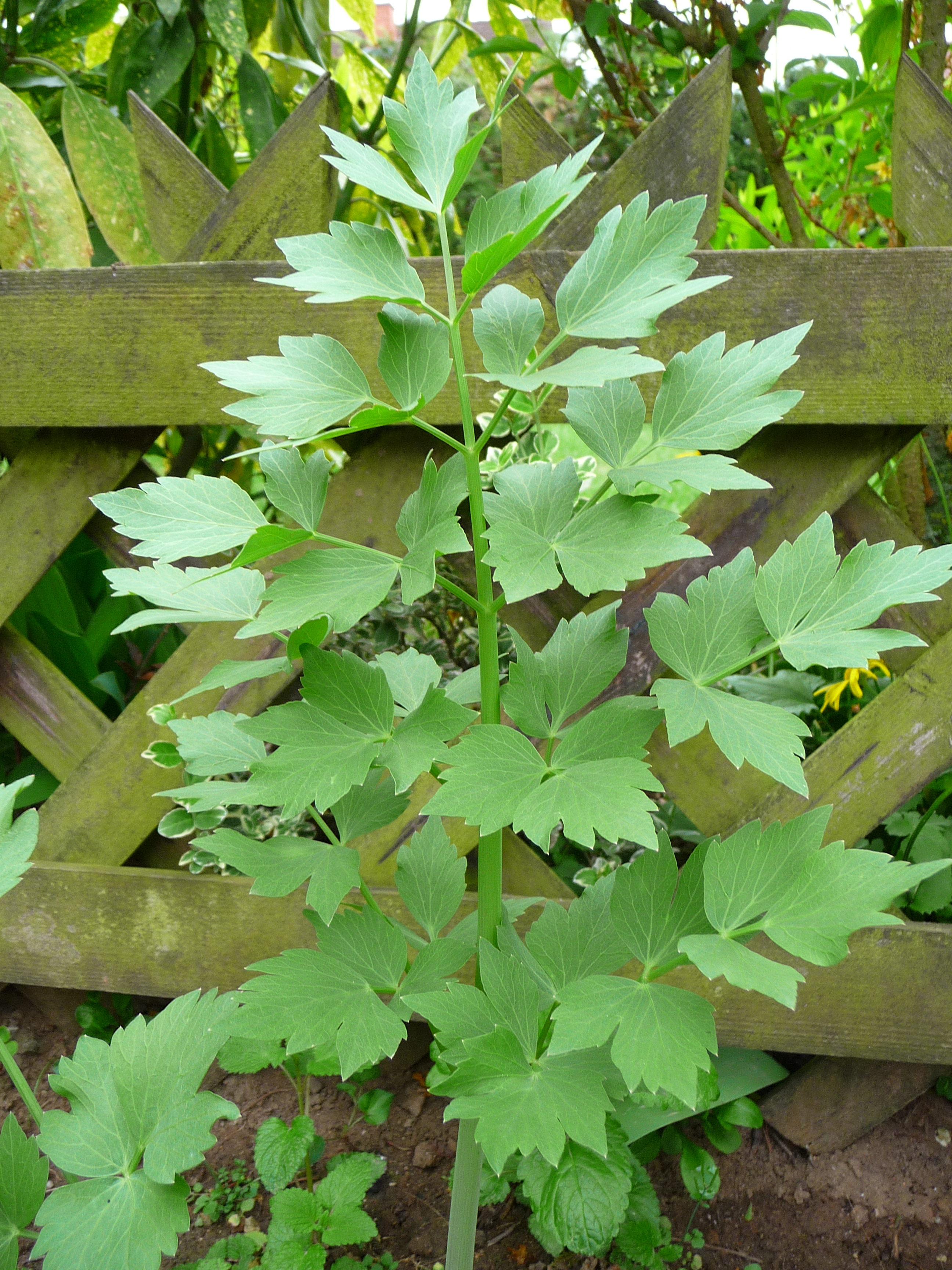
Liebstöckel (Levisticum officinale)

Umbelliferon kommt häufig in Gewächsen der Doldenblütler (Apiaceae), z. B. Liebstöckel vor. Im UV-Licht zeigt es eine deutliche blaue Fluoreszenz.

## Verwendung
Umbelliferon dient als pH-Indikator im Bereich 6,5–8,9, in Form einer 0,1%igen wässrigen Lösung als Fluoreszenz-Indikator zum Nachweis von Calcium- und Kupfer-Ionen.
Es wird in Sonnenschutzmitteln und als optischer Aufheller für Textilien benutzt, ferner dient es als Laserfarbstoff. Synthetische 7-O-Glycoside werden zur fluorimetrischen Bestimmung von Glycosidasen eingesetzt.

## Synthese
Umbelliferon lässt sich mittels Pechmann-Reaktion aus Resorcin und Äpfelsäure herstellen.